# Rozsály
Rozsály ist eine ungarische Gemeinde im Kreis Fehérgyarmat im Komitat Szabolcs-Szatmár-Bereg.

## Geografische Lage
Rozsály liegt ungefähr 20 Kilometer südöstlich der Stadt Fehérgyarmat an dem Kanal Zajtai-csatorna, zwei Kilometer von der Grenze zu Rumänien entfernt. Nachbargemeinden sind Zajta, Méhtelek, Tisztaberek und Gacsály.

## Söhne und Töchter der Gemeinde
- János Maróthy (1819–1887), Husarenhauptmann und Oberster Stuhlrichter
- András Béres (1928–1993), Volkskundler

## Sehenswürdigkeiten
- Császi-Orbán-Kárász-Kreuz (Császi-Orbán-Kárász-kereszt)
- Grabmal von János Maráthy (Maráthy János 1848-as huszárkapitány síremléke) und seiner Frau Friederika Danczinger
- Griechisch-katholische Kirche Szent Péter és Pál főapostolok, erbaut 1927
- Heimatmuseum (Tájház) in traditionellem Wirtschaftshaus
- Jüdischer Friedhof (Zsidó temető)
- Reformierte Kirche, erbaut 1895
- Schloss Rozsály

## Verkehr
In Rozsály treffen die Landstraßen Nr. 4132, Nr. 4143 und Nr. 4146 aufeinander. Die südwestlich außerhalb des Ortes gelegene Eisenbahnhaltestelle ist angebunden an die Strecke von Fehérgyarmat nach Zajta.

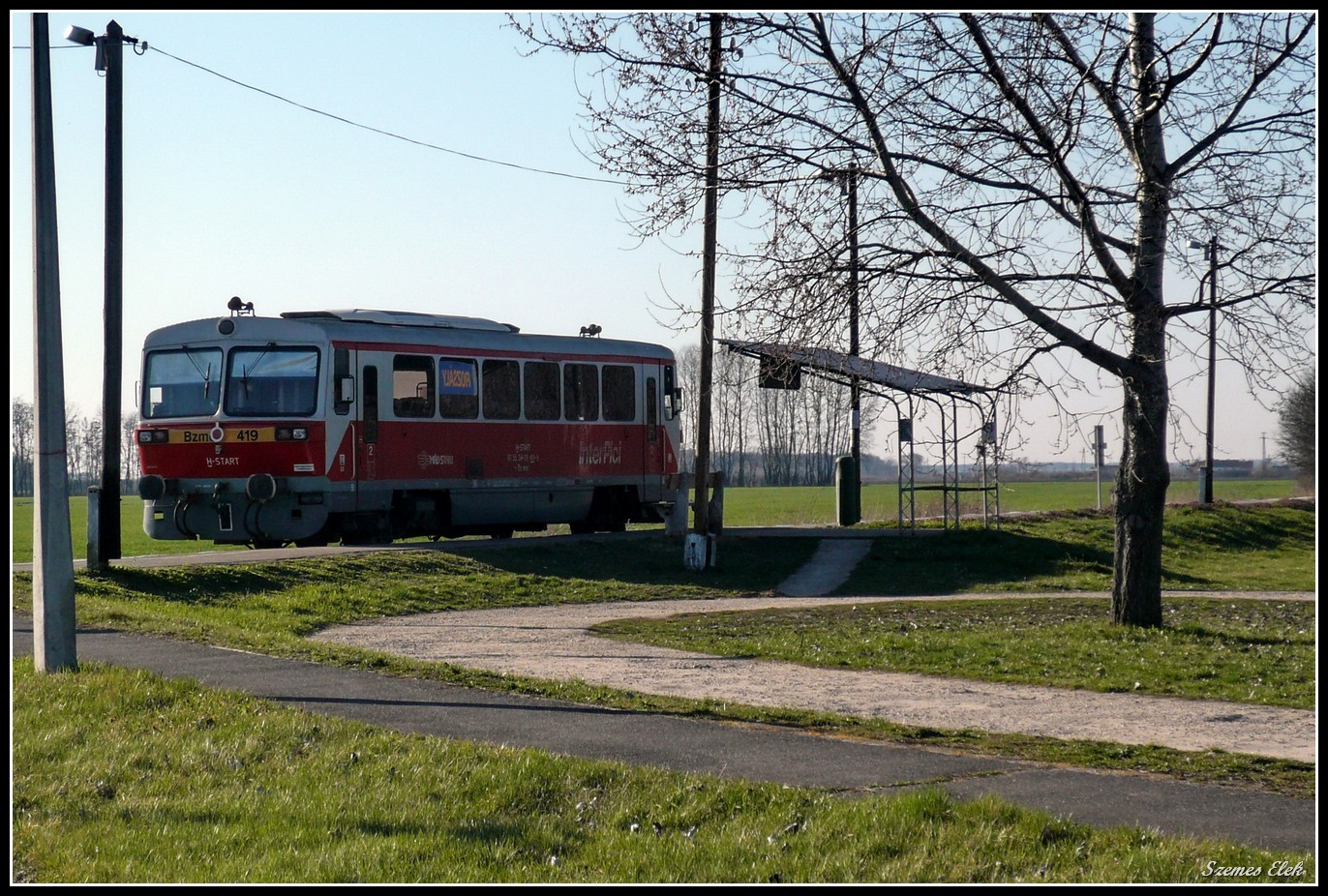
Schienenbus an der Haltestelle Rozsály